# Len Lye
Len Lye (* 5. Juli 1901 in Christchurch; † 15. Mai 1980 in Warwick, New York; eigentlich Leonard Charles Huia Lye) war ein neuseeländischer Bildhauer, Künstler, Schriftsteller und Filmemacher.

## Leben

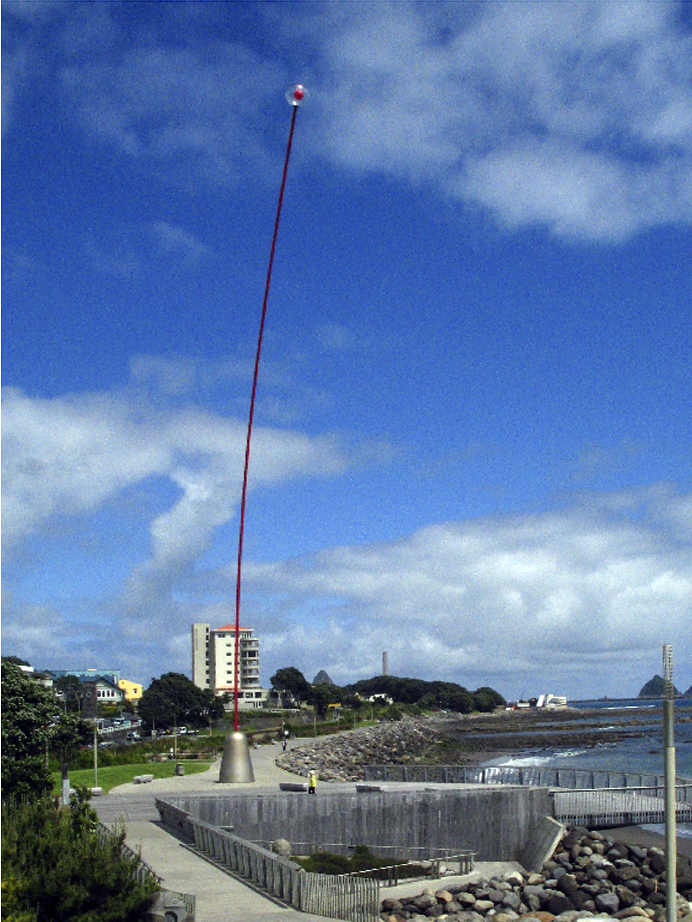
Die 45 m hohe kinetische Skulptur Wind Wand in New Plymouth, Neuseeland

Während seiner Jugend lebte er eine Zeitlang auf Samoa; 1926 zog er nach London, wo er zur Künstlergruppe Seven and Five Society stieß, zu der sich mehrere Maler und Bildhauer zusammengeschlossen hatten. In London lebte er bis 1944.
Lye wurde in den 30er Jahren ein früher Pionier des künstlerischen Experimental- und Farbfilms; er setzte das Gaspar-Color-Verfahren ein, das der ungarische Chemiker Bela Gaspar erfunden hatte. Zentral für dieses Verfahren war ein Spektrograf, eine Kamera, die das Licht in sein Spektrum zerlegt und für jede Lichtfarbe ein monochromes Bild erzeugt. Drei monochrome Bilder wurden dann zu einem neuen Farbbild kombiniert. Lye hat das Verfahren verwendet, um existierendes Schwarz-Weiß-Filmmaterial und Fotoschablonen in brillanter Farbensymbolik zu kombinieren.
Als Filmemacher schuf Len Lye „direkte Filme“, die ohne Kamera auskamen: In Free Radicals (1958) benutzte er etwa schwarzes Filmmaterial und bekratzte die Beschichtung. Das Ergebnis war ein tanzendes Muster aufleuchtender Linien und Strukturen, die an dramatische Blitze in nächtlichen Himmel erinnern.
Lye sollte wieder mit den Möglichkeiten des „direkten Films“ am Ende seines Lebens experimentieren. In verschiedenen Filmen hat er eine große Bandbreite verschiedener Verfahren benutzt (er arbeitete mit Farbstoffen, Schablonen, Spritzpistolen, Filzstiften, Briefmarken, Kämmen und chirurgischen Instrumenten), um Bilder und Strukturen auf Zelluloid zu erzeugen. In Colour Cry (1952) erzeugte er abstrakte Muster mittels der Verbindung von Fotogrammen und verschiedenen Schablonen und Stoffen.
Als Schriftsteller hinterließ ein umfangreiches Werk, in dem er seine Theorie des IHN – Individual Happyness Now (Persönliches Glück Jetzt) entwickelte. Er verfasste auch eine große Anzahl von Briefen und Gedichten. Er war ein Freund von Dylan Thomas und Robert Graves (der 1930 – zusammen mit Laura Riding – die Prosasammlung No trouble herausgab). Die Website des NZEPC (New Zealand Electronic Poetry Centre) enthält eine Auswahl seiner Schriften, die sich genauso vielfältig und experimentell wie seine Arbeiten in anderen Medien darstellen.
Lye war auch ein wichtiger kinetischer Bildhauer. Er begriff seine Filme und kinetische Skulpturen als gleichwertige Aspekte der „Kunst der Bewegung“, der er sich höchst originell in seinen Essays widmete (zusammengefasst in Figures of Motion). Viele von Lyes kinetischen Arbeiten findet man heute in New Plymouth in der Region Taranaki in Neuseeland, unter anderem in der Govett Brewster Gallery. Am Coastal Walkway, der Küstenpromenade von New Plymouth, ragt eine seiner größten Skulpturen 45 Meter hoch in den Himmel: Wind Wand.
Lye war ein Einzelgänger, der schwer in die üblichen kunsthistorischen Kategorien und Stile einzuordnen ist. Obwohl er nicht berühmt geworden ist, kannten viele Filmemacher und kinetische Bildhauer seine Arbeit – er kann als ein „Künstler für Künstler“ gelten und seine Neuerungen übten internationalen Einfluss aus. Seine Zeitgenossen erinnern sich an eine farbenfreudige Persönlichkeit, die überraschende Kleidung trug und seinen unorthodoxen Vortragsstil (er lehrte drei Jahre lang an der New York University).
Der Kunsthistoriker und Lyes Freund, Roger Horrocks, hat ihm eine Biographie gewidmet, Len Lye; es gibt zwei Dokumentarfilme über ihn: Flip and Two Twisters und Doodlin'; das Centre Georges Pompidou in Paris veröffentlichte Len Lye, eine Essaysammlung internationaler Kunstkritiker.

## Filme
- Particles in Space (1979)
- Free Radicals (1958, überarbeitet 1979)
- Tal Farlow (postum vollendet, 1980)
- Rhythm (1957)
- Colour Cry (1952)
- Kill or Be Killed (1942)
- When the Pie Was Opened (1941)
- Musical Poster Number One (1940)
- Swinging the Lambeth Walk (1940)
- North or Northwest (1938)
- Colour Flight (1937)
- Full Fathom Five (1937)
- Trade Tattoo (1937)
- Birth of a Robot (1936)
- Rainbow Dance (1936)
- A Colour Box (1935)
- Kaleidoscope (1935)
- Peanut Vendor (1934)
- Tusalava (1929)

## Ausstellungen
- 2019 Len Lye. Motion Composer. Museum Tinguely, Basel, Schweiz[2]